# Zambia ai Giochi della XXXII Olimpiade
Lo Zambia ha partecipato ai Giochi della XXXII Olimpiade, che si sono svolti a Tokyo, Giappone, dal 23 luglio all'8 agosto 2021 (inizialmente previsti dal 24 luglio al 9 agosto 2020 ma posticipati per la pandemia di COVID-19) con sette atleti solo maschi.
Si è trattato della quattordicesima partecipazione di questo paese ai Giochi estivi, considerando la prima edizione come Rhodesia Settentrionale.

## Delegazione
| Sport            | Uomini | Donne | Totale |
| ---------------- | ------ | ----- | ------ |
| Atletica leggera | 1      | 1     | 2      |
| Calcio           | 0      | 22    | 22     |
| Judo             | 1      | 0     | 1      |
| Nuoto            | 1      | 1     | 2      |
| Pugilato         | 3      | 0     | 3      |
| Totale           | 6      | 24    | 30     |

## Risultati

### Atletica leggera
| Q | Qualificato al turno successivo per la posizione in qualificazione                                                           |
| q | Qualificato per il turno successivo per ripescaggio o, negli eventi su campo, conquistando la misura minima per qualificarsi |

Maschile
Eventi su pista e strada
| Atleta       | Evento      | Batteria  | Batteria  | Semifinale      | Semifinale      | Finale          | Finale          |
| Atleta       | Evento      | Risultato | Posizione | Risultato       | Posizione       | Risultato       | Posizione       |
| ------------ | ----------- | --------- | --------- | --------------- | --------------- | --------------- | --------------- |
| Sydney Siame | 200 m piani | 21"01     | 4°        | non qualificato | non qualificato | non qualificato | non qualificato |

Femminile
Eventi su pista e strada
| Atleta       | Evento      | Batteria  | Batteria  | Semifinale      | Semifinale      | Finale          | Finale          |
| Atleta       | Evento      | Risultato | Posizione | Risultato       | Posizione       | Risultato       | Posizione       |
| ------------ | ----------- | --------- | --------- | --------------- | --------------- | --------------- | --------------- |
| Rhoda Njobvu | 100 m piani | 11.40     | 4ª        | non qualificata | non qualificata | non qualificata | non qualificata |
| Rhoda Njobvu | 200 m piani | 23.33     | 4ª        | non qualificata | non qualificata | non qualificata | non qualificata |

### Calcio
| Squadra             | Torneo           | Girone               | Girone               | Girone               | Girone | Quarti               | Semifinali           | Finale               | Pos. |
| Squadra             | Torneo           | Avversario Risultato | Avversario Risultato | Avversario Risultato | Pos.   | Avversario Risultato | Avversario Risultato | Avversario Risultato | Pos. |
| ------------------- | ---------------- | -------------------- | -------------------- | -------------------- | ------ | -------------------- | -------------------- | -------------------- | ---- |
| Nazionale femminile | Torneo femminile | Paesi Bassi P 3-10   | Cina N 4-4           | Brasile P 0-1        | 3ª     | non qualificate      | non qualificate      | non qualificate      | 9ª   |

### Judo
| Atleta          | Evento         | 16-esimi                  | Ottavi               | Quarti               | Semifinali           | Ripescaggio          | Med. bronzo          | Finale               | Posizione       |
| Atleta          | Evento         | Avversario Risultato      | Avversario Risultato | Avversario Risultato | Avversario Risultato | Avversario Risultato | Avversario Risultato | Avversario Risultato | Posizione       |
| --------------- | -------------- | ------------------------- | -------------------- | -------------------- | -------------------- | -------------------- | -------------------- | -------------------- | --------------- |
| Steven Mungandu | 66 kg maschile | A. Gomboc (SVN) P (00-10) | non qualificato      | non qualificato      | non qualificato      | non qualificato      | non qualificato      | non qualificato      | non qualificato |

### Nuoto
| Atleta          | Gara                        | Batterie | Batterie | Semifinali      | Semifinali      | Finale          | Finale          |
| Atleta          | Gara                        | Tempo    | Pos.     | Tempo           | Pos.            | Tempo           | Pos.            |
| --------------- | --------------------------- | -------- | -------- | --------------- | --------------- | --------------- | --------------- |
| Shaquille Moosa | 50 m stile libero maschili  | 25"54    | 56°      | non qualificato | non qualificato | non qualificato | non qualificato |
| Tilka Paljk     | 50 m stile libero femminili | 27"34    | 52ª      | non qualificata | non qualificata | non qualificata | non qualificata |

### Pugilato
| Atleta            | Evento               | Sedicesimi               | Ottavi di finale             | Quarti di finale     | Semifinali           | Finale               | Pos.            |
| Atleta            | Evento               | Avversario Risultato     | Avversario Risultato         | Avversario Risultato | Avversario Risultato | Avversario Risultato | Pos.            |
| ----------------- | -------------------- | ------------------------ | ---------------------------- | -------------------- | -------------------- | -------------------- | --------------- |
| Patrick Chinyemba | Pesi mosca maschile  | A. Winwood (AUS) V (4-1) | G. Yafai (GBR sport) P (2-3) | non qualificato      | non qualificato      | non qualificato      | non qualificato |
| Everisto Mulenga  | Pesi piuma maschile  | Bye                      | C. Ávila (COL) P (0-5)       | non qualificato      | non qualificato      | non qualificato      | non qualificato |
| Stephen Zimba     | Pesi welter maschile | Ah Tong (TON) V (5-0)    | A. Zamkovoj (ROC) P (1-4)    | non qualificato      | non qualificato      | non qualificato      | non qualificato |